# Bar-rakib
Bar-rakib (vagy Bar Rakkib, „Rakkab-El [isten] fia”) Szamal tizenegyedik, egyben utolsó ismert királya. Feliratain sajátságos váltás figyelhető meg a nyelvezetben. Uralkodása kezdetén állította atyja, II. Panamuva emlékére a Panamuva-sztélét, amely az arámi nyelv szamali nyelvjárásában íródott, vagyis az egyedülálló arámi-föníciai-hettita keveréknyelven. Saját későbbi feliratait azonban már vagy tisztán arameus, vagy asszír nyelven íratta fel, ami a szamali nyelvjárás visszaszorulásának jele, végül ez a nyelv teljesen kihalt, és felváltotta a birodalmi arameus, az újasszír kor új közlekedő nyelve. Az országot is következetesen az asszír nyelvű Szamal néven említi az addig használatos Ya'udi helyett.
Bar-rakib feliratainak nagy részét már 1891-ben feltárták fővárosában, Szamalban (ma Zincirli Höyük), az általa épített második palota romjai között. Ezek i. e. 732 és i. e. 727 között keletkeztek. Ezek a helyi isten, Rakkab-El magasztalását és III. Tukulti-apil-ésarra felé tett hűségnyilatkozatait tartalmazzák.
Szamal az asszír hűség ellenére mégis áldozatul esett Asszíria változó politikai magatartásának. III. Sulmánu-asarídu idején az Eufráteszen túli Szíria és Anatólia legyőzött királyai félfüggetlen, adófizetői viszonyba kerültek. III. Tukulti-apil-ésarra alatt vazallus királyságok jöttek létre, amelyek már majdnem részét képezték Asszíriának, de belügyeikben önállóak maradtak. II. Sarrukín azonban az államszövetségi rendszer helyett az annexió és a deportálás módszerét választotta. Ezekkel az eszközökkel az asszír királyok korábban is éltek, sőt bevett szokás volt az ókori Keleten, de nem ilyen mértékben.
Sarrukín hadjáratainak időrendjéből az i. e. 713 körüli dátumra lehet következtetni, mint Szamal létének végére. Sarrukín i. e. 717-ben Karkemist és Tabaalt hódoltatta, i. e. 715–714-ben Urartu (I. Rusza) és a környező fejedelemségek voltak célpontok, i. e. 710–709-ben viszont már keleten, Babilon ellen vonult.
Bar-rakib további sorsa ismeretlen. Lehetséges, hogy kormányzóként a helyén maradt, vagy osztozott népe sorsában, és deportálásra került ő is.